# Eugénie De Keyser
Eugénie De Keyser, née le 17 mai 1918 à Bruxelles et morte le 4 avril 2012 à Ixelles, est une historienne de l'art, romancière et essayiste belge.
Elle est surtout connue pour ses articles, conférences et essais en esthétique et philosophie de l’art.

## Biographie
Découverte par  Jean Capart, le fondateur de l'égyptologie belge, elle fut assistante (1944-1956) puis maître de recherches (1956-1985) à la Fondation égyptologique Reine Elisabeth (actuellement Association égyptologique Reine Élisabeth).
Elle enseigna à l'Université catholique de Louvain-la-Neuve et aux Facultés universitaires Saint-Louis à Bruxelles (actuellement Université Saint-Louis - Bruxelles.
Elle a également enseigné le français à l'Institut Saint-André d'Ixelles.
Femme de conviction, elle s'est également engagée en politique au sein du FDF d'Etterbeek et fut chef de groupe au Conseil Communal en 1982.

## Distinctions et prix
- Membre de l’Académie royale de Belgique, élue membre correspondant le 7 février 1985 et membre le 8 janvier 1987[1]
- Prix De Nayer pour l’ensemble de son œuvre
- Prix Victor Rossel 1966[1]

### Romans
- Le chien, Gallimard, 1964
- La surface de l’eau, Gallimard, 1966 (prix Victor Rossel)
- L'aquarium sur le piano, CFC-Édition, Bruxelles, 2000.

### Essais
- L’Occident romantique (1789-1850), Skira, 1965
- Art et mesure de l'espace, Dessart, Bruxelles, 1970
- La sculpture contemporaine en Belgique, Laconti, Bruxelles, 1972.
- Degas : réalité et métaphore, Institut supérieur d'archéologie et d'histoire de l'art, Louvain-la-Neuve, 1981.
- Albert Dasnoy : le plaisir de peindre et le tourment d'écrire, Ministère de la Communauté française, Bruxelles, 1981.
- Grard, Ministère de la Communauté française, Bruxelles, 1983.